# Matériel moteur thermique
Le matériel moteur thermique est composé de locomotives diesel, autorails et d'éléments automoteurs diesel (EAD).

## Historique

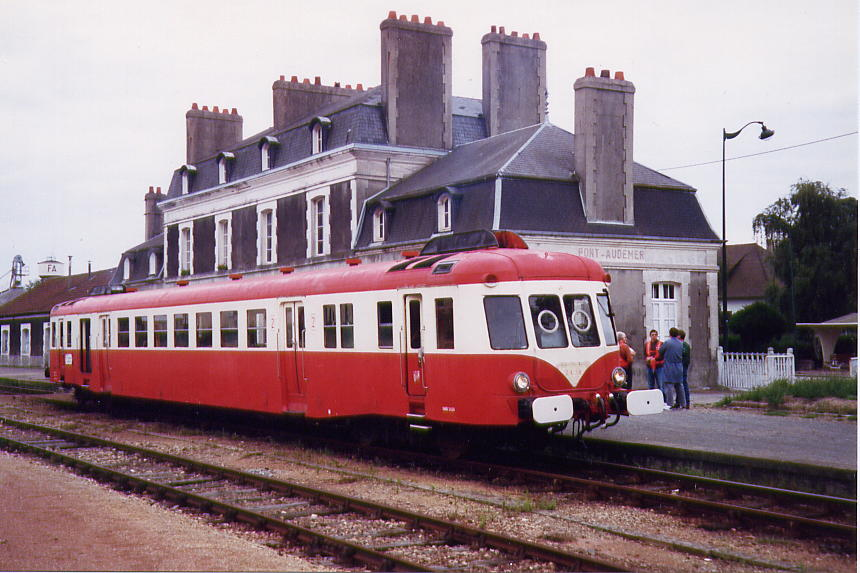
Autorail type X 2400 (France)

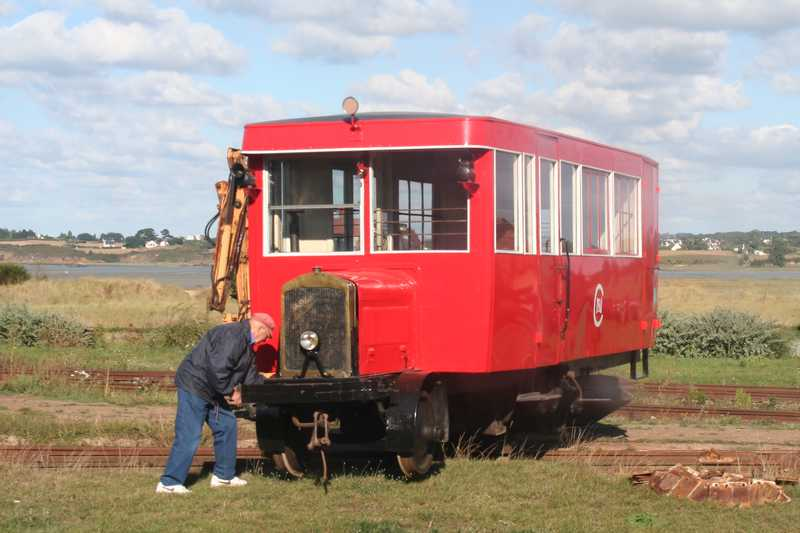
Autorail De Dion-Bouton type JM4 de l'AMTUIR ex Chemins de fer des Côtes-du-Nord en cours de tournage : ce matériel n'avait pas besoin d'un plaque tournante pour changer de sens à son terminus, car il était équipé d'un pivot permettant à son équipe de conduite de lui faire faire un demi-tour en pleine voie.

Les premiers véhicules thermiques spécialisés dans le transport de voyageurs ont été conçus avant la Première Guerre mondiale sur la base de véhicules routiers, afin d'assurer une exploitation plus rapide et plus économique que les rames tractées par des locomotives à vapeur. Ils ont constitué une réponse à l'augmentation des coûts d'exploitation des lignes secondaires durant l'entre-deux-guerres, et d'importants constructeurs, tels que De Dion-Bouton, Decauville, Billard ont réalisé des autorails dont certains subsistent aujourd'hui encore sur des réseaux touristiques.
Dans les années 1935, la société Michelin construisit des michelines, autorails rapides équipés de roues spéciales munies de pneus brevetés : le pneurail. Bugatti réalisa également de tels véhicules de luxe. 
Par la suite le terme de micheline a été abusivement utilisé pour parler d'autorail.

### Le matériel thermique en France
Depuis longtemps, les engins thermiques ont été très utilisés en France...

#### Locomotives diesel
D'abord expérimentée, la traction diesel ne s'est développée en France qu'à partir des années 1950, bien que la SNCF ait eu, dès 1938, les deux locomotives diesel les plus puissantes du monde (262 AD 1 et 262 BD 1) de type 2C2+2C2 constituées de 2 unités identiques constamment accouplées, et d'une puissance de 4400cv, commandées par le PLM en 1935.
En 1952, la SNCF décida de moderniser ses engins moteurs sur les lignes de moyen trafic en remplaçant la vapeur par le diesel. Les critères retenus pour les lieux de l'expérimentation étaient : obtenir un rendement convenable des engins, et centraliser les opérations périodiques d'entretien en un seul dépôt. C'est La Rochelle qui fut retenue avec les lignes vers Bordeaux,Nantes, Poitiers et Angoulême. Un appel d'offres a été lancé le 28 avril 1954, et Alsthom a été choisi pour fabriquer les 20 locomotives prototypes, numérotées d'abord 060 DB 1 à 20, puis CC 65001 à 65020.
Dans le même temps, une deuxième expérimentation commençait pour les trains lourds sur la ligne de Grande Ceinture de Paris. Les locomotives furent commandées à partir d'août 1952 aux CAFL de St Chamond. Elles furent numérotées 060 DA 1 à 35, puis CC 64001 à 35 et enfin CC 65501 à 35.

#### Autorails&Éléments automoteurs diesel(EAD)
Depuis les anciennes compagnies comme le Nord ou le PLM, les autorails se sont développées. Parmi les anciens engins thermiques de ce type de la SNCF les plus réputés, on note ceux des séries X 3000, X 42000, X 52000, X 52100, X 3600, X 3800, X 2400, X 2700, X 2770, X 4200, X 2800, X 4300, X 4500, X 4900, etc. Ils ont inspiré la réalisation des turbotrains ETG et RTG.
Aujourd'hui, les engins thermiques les plus utilisés pour la SNCF sont les X 73500 (appelés également "ATER") qui opèrent aux quatre coins de la France. Il subsiste toutefois encore des modèles plus anciens comme les X 2800, X 2100, X 2200 ou la grande famille des "Caravelles" représentée par les éléments automoteurs doubles, et par les éléments automoteurs triples.
Chemins de fer et transport automobile (CFTA) utilise sur ses deux lignes de Bretagne des autorails légers, à deux essieux : les trois A2E fabriqués par Soulé, complétés par des autorails « classiques » rachetés ou loués à la SNCF.

### Le matériel thermique en Belgique
En Belgique, les seuls engins thermiques encore utilisés par la SNCB sont ceux de la série 41.